# 차운혁 쌍청당실기 목판
차운혁 쌍청당실기 목판(車云革 雙淸堂實記 木板)은 대한민국 경상남도 합천군 청덕면 성태리에 있는 조선시대의 목판이다.
1985년 11월 14일 경상남도의 유형문화재 제257호 쌍청당실기책판으로 지정되었다가, 2018년 12월 20일 현재의 명칭으로 변경되었다.

## 개요
세조 때의 공신이며, 세조 13년(1467) 이시애의 난 때 75세의 늙은 나이로 선봉장이 되어 출정하여 크게 공을 세우고 전사한 쌍청당 차운혁(1393∼1467)에 관하여 기록한 것이다.
차운혁은 예종 즉위년(1469)에 적개공신 2등에 에 올랐다. 이 책판에는 차운혁 선생의 행적과 의를 위해 목숨을 바친 일, 서원관계 등의 내용이 담겨 있다. 당시의 이시애의 난 진압상황과, 조선시대 공신들에 대한 처우 등의 연구에 귀중한 자료로 평가된다.

## 참고 문헌
- 차운혁 쌍청당실기 목판 - 국가유산청 국가유산포털